# کوه کناون
کوه کناون (به انگلیسی: Mount Carnarvon) یک کوه در کانادا است که در بریتیش کلمبیا واقع شده‌است. کوه کناون ۳٬۰۴۶ متر بالاتر از سطح دریا واقع شده‌است.